# Галогениды серебра
Галогени́ды серебра́ — неорганические бинарные соединения серебра и галогена общего вида AgmXn, где X — атом галогена.

## Описание
Из известных соединений к галогенидам серебра относят фториды, хлорид, бромид и иодид серебра:

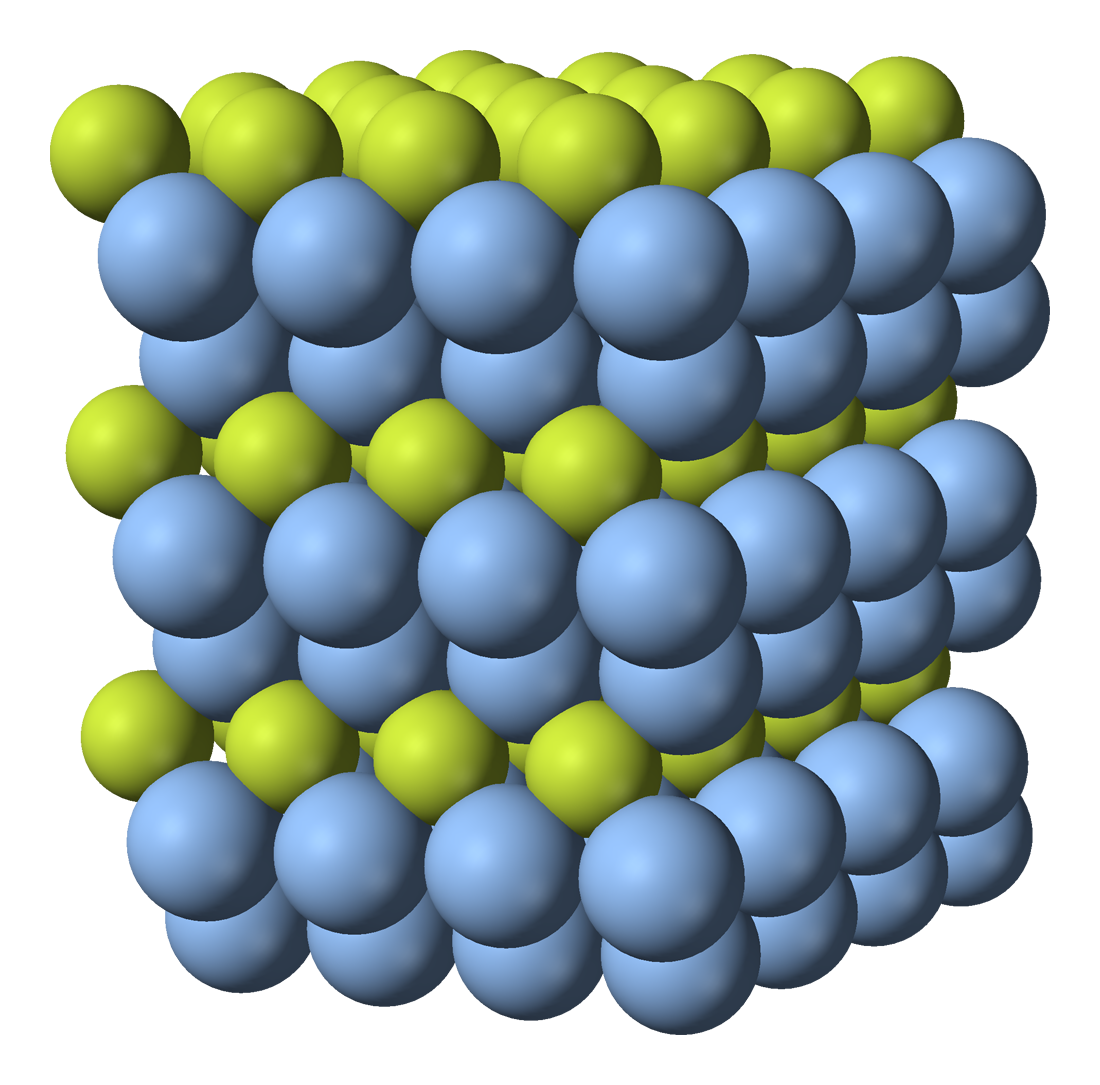
Гемифторид серебра (Ag2F)
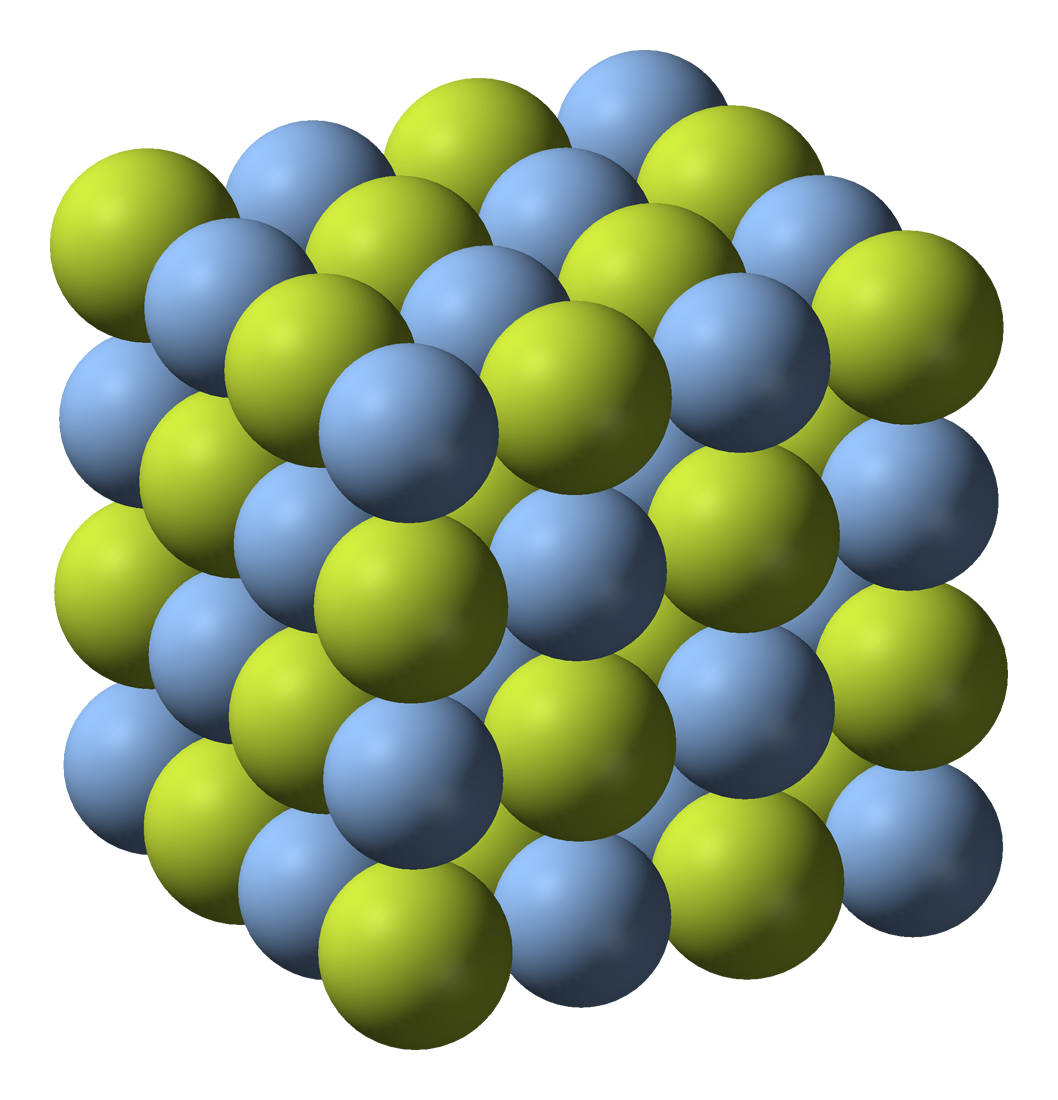
Фторид серебра(I) (AgF)
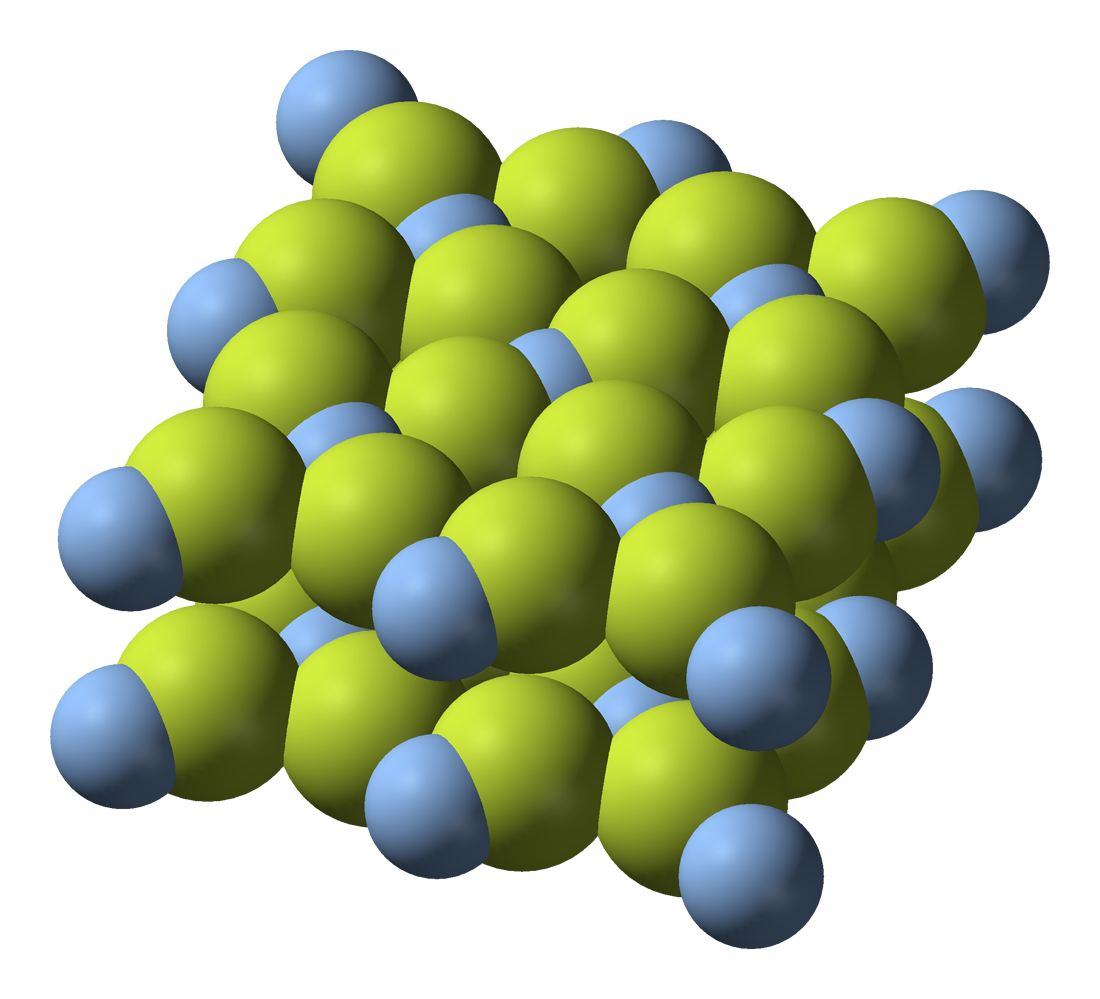
Фторид серебра(II) (AgF2)
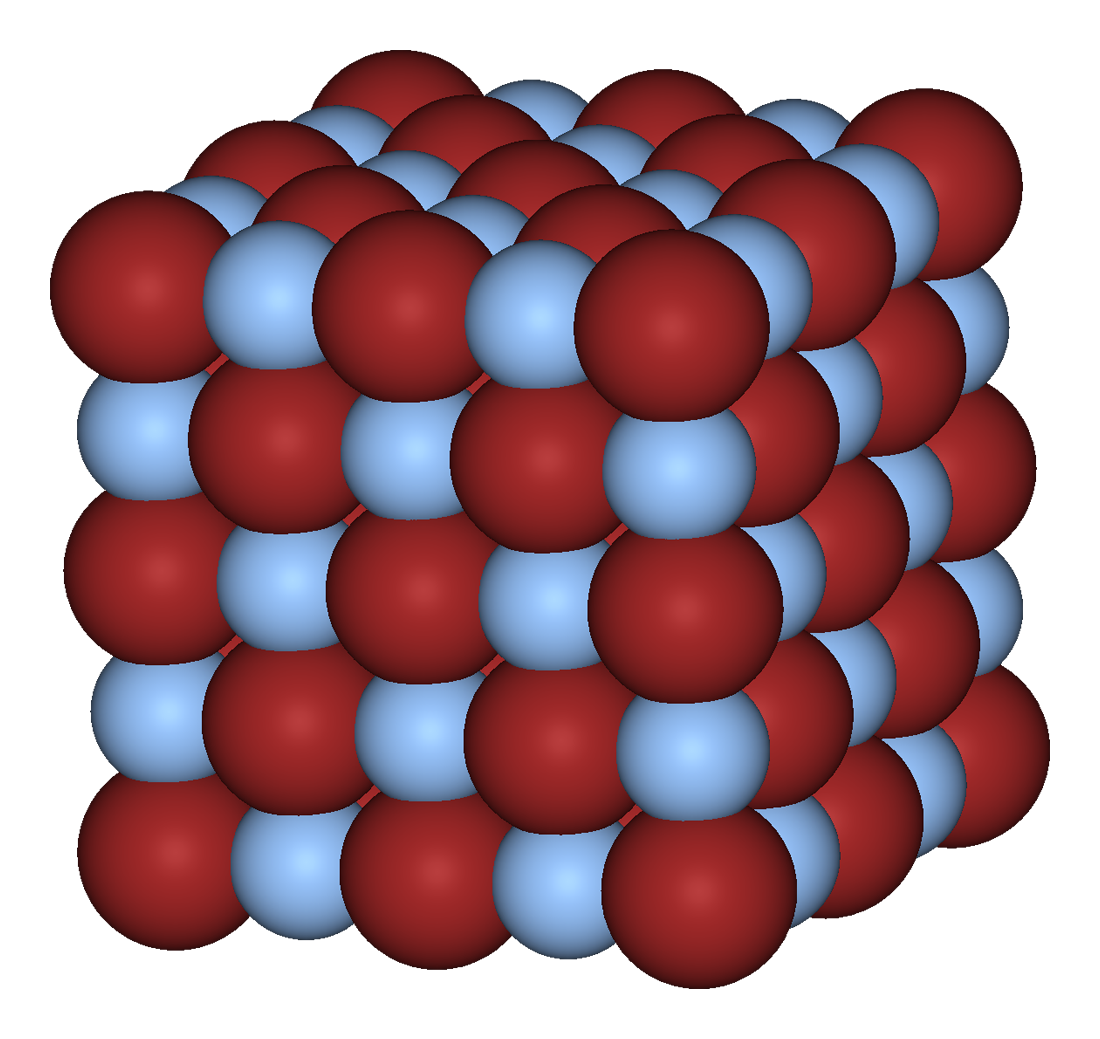
Бромид серебра(I) (AgBr)
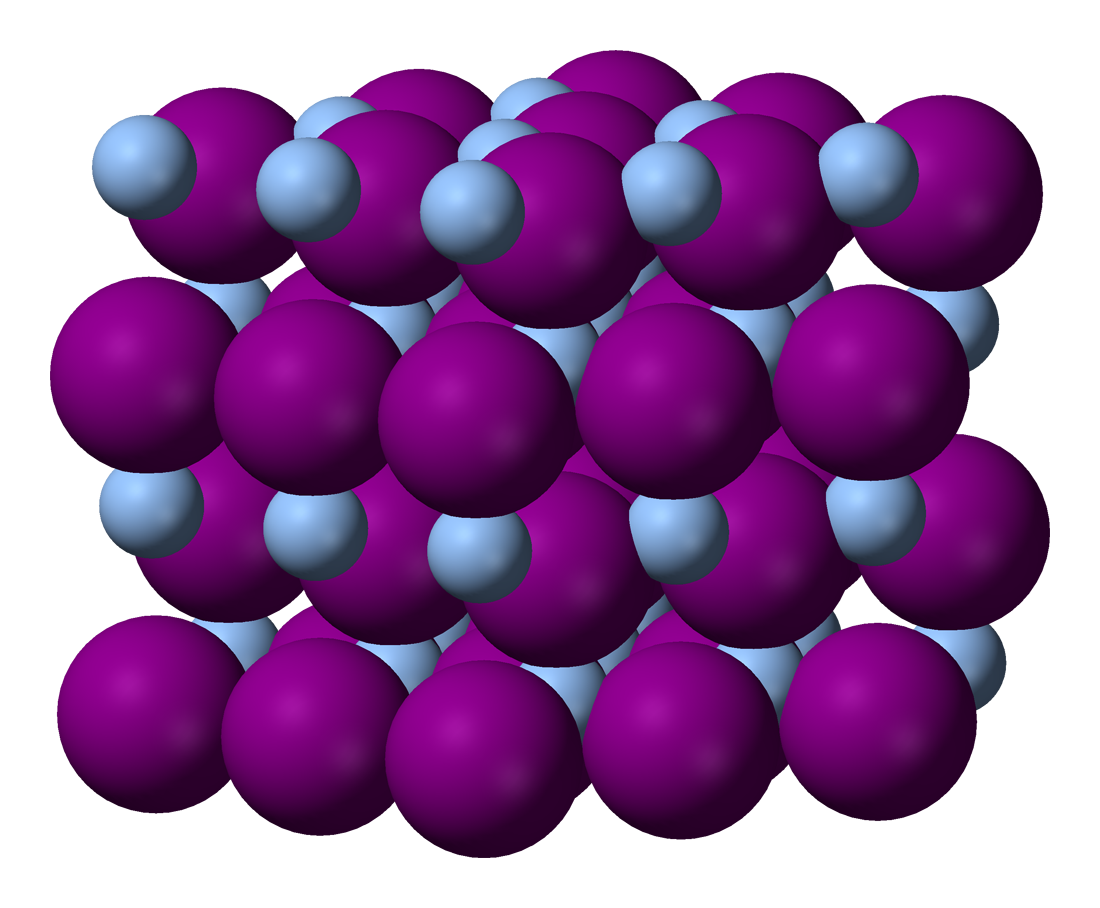
Иодид серебра(I) (AgI)
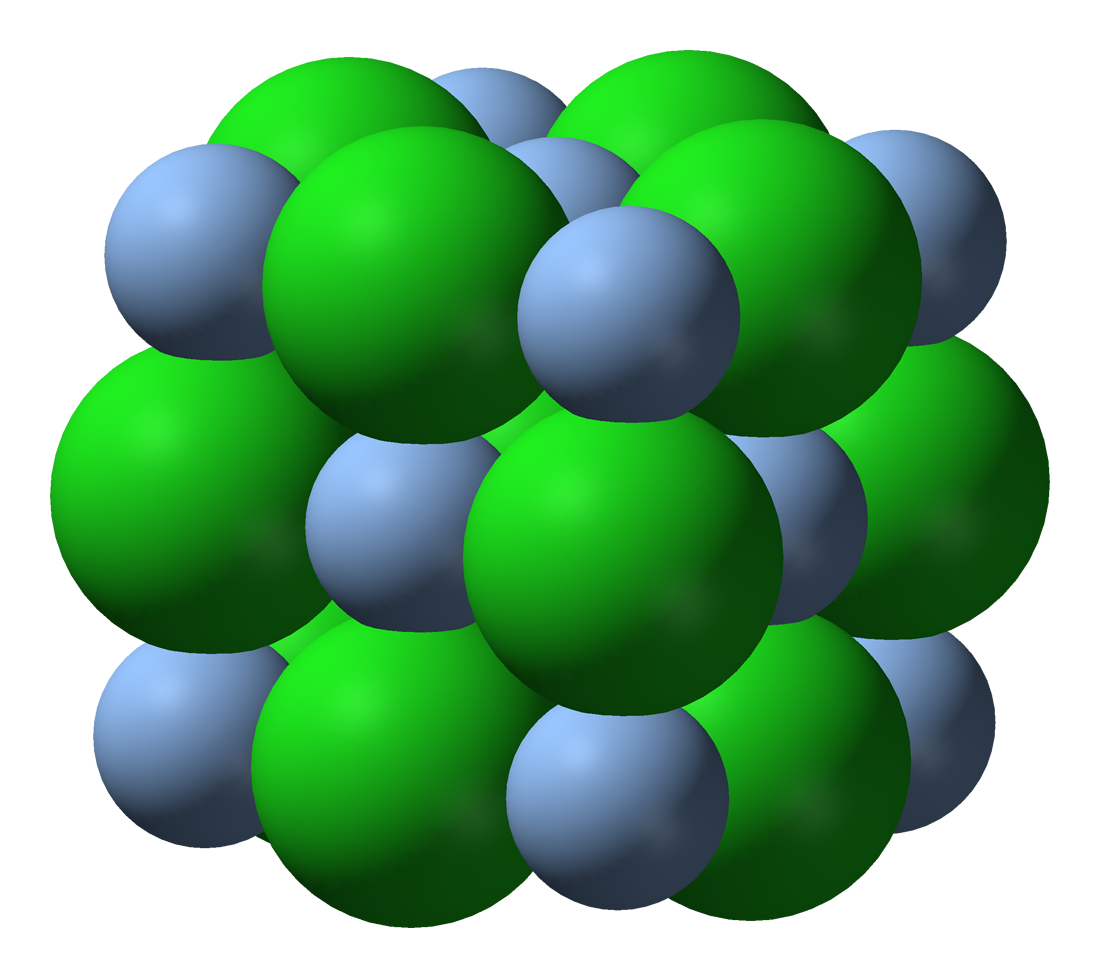
Хлорид серебра(I) (AgCl)

## Свойства
Растворимы в избытке соответствующих галогенводородных кислот, при этом образуются галогенидные комплексы. Также растворяются в растворах цианидов и тиосульфатов щелочных металлов, водном аммиаке с образованием комплексных ионов. Восстанавливаются до металлического серебра органическими и неорганическими восстановителями, в роли которых могут выступать цинк, свинец, водород, гидразин, гидрохинон и другие вещества.

## Получение
Галогениды серебра получают либо реакциями металлического серебра с соответствующими галогенами в присутствии воды при высокой температуре, либо обменными реакциями между растворимыми солями серебра и галогенидами металлов. Также некоторые можно получить действием концентрированной галогенводородной кислоты на серебро.

## Применение
Применяют в производстве светочувствительных материалов, различных оптических детекторов. В химии — как катализаторы, люминофоры, твёрдые электролиты.